# Bossongri (Bartiébougou)
Pour les articles homonymes, voir Bossongri.
Bossongri, également appelé Bonssongré, est une localité située dans le département de Bartiébougou de la province de la Komondjari dans la région Est au Burkina Faso.

## Géographie
Bossongri est situé à 12 km à l'Est de Bartiébougou, le chef-lieu du département, et à 14 km à l'Ouest de la frontière nigérienne.

## Santé et éducation
Le centre de soins le plus proche de Bossongri est le centre de santé et de promotion sociale (CSPS) de Bartiébougou tandis que le centre médical avec antenne chirurgicale (CMA) se trouve à Gayéri.
Le village possède une école primaire publique.